# رنگینک‌نمای کلاه‌سیاه
رنگینک‌نمای کلاه‌سیاه (نام علمی: Piprites pileata) نام یک گونه از سرده رنگینک‌نماها است.